# Emad Salem
Emad Salem est un informateur du FBI connu pour avoir été le témoin clef du deuxième et majeur procès de l'attentat du World Trade Center de 1993. À la demande de l'agence fédérale, il infiltre un groupe de potentiels terroristes lors du procès d'El Sayyid Nosair pour l'assassinat de Meir Kahane en 1992. Le groupe se révèle être en cause dans la préparation de l'attentat du World Trade Center de 1993. En mai et juin 1993, après l'attentat, Salem enregistre de nombreuses heures de discussion avec plusieurs membres de la cellule terroriste restés sur le sol américain. Il accepte de témoigner à la barre en échange d'un million de dollars,. Plus de 900 pages de transcriptions des discussions et retours de Salem avec le FBI sont mis sous scellé par le juge du deuxième procès de l'attentat du World Trade Center mais elles fuitent dans The New York Times. Elles apportent des informations importantes sur les liens entre les différents membres de la cellule terroriste.
En 1995, Salem déclare à la barre qu'il a quitté Le Caire pour New York en 1987, laissant derrière lui en Égypte sa femme, deux enfants et une carrière de 17 ans dans l'armée. Après son arrivée aux États-Unis, il se marie avec Barbara Rogers, une Américaine qu'il a rencontrée grâce à son cousin. Son témoignage dure un mois. Il indique qu'Omar Abdel Rahman lui a suggéré de tuer le président égyptien Hosni Moubarak à Détroit en 1993. Il confesse également de nombreux mensonges à travers son parcours, notamment aux agents du FBI qui l'ont recruté et à sa seconde femme,. En juillet 1993, il est placé sous le programme fédéral des États-Unis pour la protection des témoins et change régulièrement de lieu de résidence. La défense des membres de la cellule terroriste utilise la transcription de discussions entre Salem et son responsable au FBI pour développer l'hypothèse que le FBI avait des informations sur le plan de l'attentat.